# Copa Sudamericana 2014
La Copa Sudamericana 2014, denominada por motivos comerciales Copa Total Sudamericana 2014, fue la decimotercera edición del torneo organizado por la Confederación Sudamericana de Fútbol, en la que participaron equipos de diez países: Argentina, Bolivia, Brasil, Chile, Colombia, Ecuador, Paraguay, Perú, Uruguay y Venezuela.
El sorteo se realizó en la ciudad de Buenos Aires, Argentina, el día martes 20 de mayo de 2014, en el Sheraton Buenos Aires Hotel, ubicado en el barrio porteño de Retiro.
River Plate de Argentina se consagró campeón por primera vez tras vencer en la final a Atlético Nacional de Colombia. Por lo mismo, disputó la Recopa Sudamericana 2015 contra San Lorenzo, campeón de la Copa Libertadores 2014, como así también la Copa Suruga Bank 2015 frente a Gamba Osaka, campeón de la Copa J. League 2014. Además, clasificó directamente a los octavos de final de la Copa Sudamericana 2015. River Plate salió campeón de manera invicta (siendo el tercer club en lograrlo en la competición) y eliminó a su clásico rival Boca Juniors en semifinales.

## Formato
El torneo se desarrolló plenamente bajo un formato de eliminación directa, donde cada equipo enfrentaba a su rival de turno en partidos de ida y vuelta. El último campeón accedió automáticamente a los octavos de final, mientras que los restantes 46 debieron disputar las dos fases clasificatorias. De allí salieron los últimos 15 clasificados a las fases finales, compuestas por los octavos de final, los cuartos de final, las semifinales y la final, en la que se declaró al campeón. Como criterios de desempate en caso de igualdad de puntos y diferencia de goles al finalizar los dos encuentros de una llave, hasta las semifinales inclusive, se aplicaron la regla del gol de visitante y los tiros desde el punto penal. En las finales, no rigió la reglamentación de los goles fuera de casa, y frente a la igualdad de puntos y goles, previo a la definición por penales, se disputó una prórroga de 30 minutos.
|                            |                            | Equipos que entran en esta fase                                                       | Equipos que provienen de la fase anterior    |
| -------------------------- | -------------------------- | ------------------------------------------------------------------------------------- | -------------------------------------------- |
| Primera fase (32 equipos)  | Primera fase (32 equipos)  | - 4 equipos de Bolivia, Chile, Colombia, Ecuador, Paraguay, Perú, Uruguay y Venezuela |                                              |
| Segunda fase (30 equipos)  | Segunda fase (30 equipos)  | - 8 equipos de Brasil - 6 equipos de Argentina                                        | - 16 equipos clasificados de la Primera fase |
| Fases finales (16 equipos) | Fases finales (16 equipos) | - 1 equipo, campeón de la Copa Sudamericana 2013                                      | - 15 equipos clasificados de la Segunda fase |

## Distribución cupos
| País                            | Cupos | fases finales | Segunda fase | Primera fase |
| ------------------------------- | ----- | ------------- | ------------ | ------------ |
| Brasil                          | 8     | –             | 8            | -            |
| Argentina                       | 6     | –             | 6            | -            |
| Bolivia                         | 4     | –             | –            | 4            |
| Chile                           | 4     | -             | –            | 4            |
| Colombia                        | 4     | -             | –            | 4            |
| Ecuador                         | 4     | –             | –            | 4            |
| Paraguay                        | 4     | –             | –            | 4            |
| Perú                            | 4     | –             | –            | 4            |
| Uruguay                         | 4     | -             | –            | 4            |
| Venezuela                       | 4     | –             | –            | 4            |
| Fase anterior                   | –     | 15            | 16           | –            |
| Campeón de la Copa Sudamericana | 1     | 1             | –            | –            |
| Total                           | 47    | 16            | 30           | 32           |

## Equipos participantes
En cursiva los equipos debutantes en el torneo.
| País                                | Equipo                                                                                             | Vía de clasificación |
| ----------------------------------- | -------------------------------------------------------------------------------------------------- | --- |
| Argentina 6 cupos + campeón vigente | Lanús River Plate Boca Juniors Estudiantes (LP) Gimnasia y Esgrima (LP) Godoy Cruz Rosario Central | Campeón de la Copa Sudamericana 2013 Campeón de la Copa Campeonato de Primera División 2013-14 Mejor equipo ubicado en la tabla de posiciones del Campeonato de Primera División 2013-14 2.º mejor equipo ubicado en la tabla de posiciones del Campeonato de Primera División 2013-14 3.º mejor equipo ubicado en la tabla de posiciones del Campeonato de Primera División 2013-14 4.º mejor equipo ubicado en la tabla de posiciones del Campeonato de Primera División 2013-14 5.º mejor equipo ubicado en la tabla de posiciones del Campeonato de Primera División 2013-14 |
| Bolivia 4 cupos                     | San José Jorge Wilstermann Nacional Potosí Universitario de Sucre                                  | 3.º puesto del Torneo Clausura 2013 4.º puesto del Torneo Apertura 2013 5.º puesto del Torneo Apertura 2013 6.º puesto del Torneo Apertura 2013 |
| Brasil 8 cupos                      | Vitória Goiás São Paulo Bahia Internacional Criciúma Fluminense Sport Recife                       | Mejor equipo ubicado en el Campeonato Brasileño de 2013 2.º mejor equipo ubicado en el Campeonato Brasileño de 2013 3.º mejor equipo ubicado en el Campeonato Brasileño de 2013 4.º mejor equipo ubicado en el Campeonato Brasileño de 2013 5.º mejor equipo ubicado en el Campeonato Brasileño de 2013 6.º mejor equipo ubicado en el Campeonato Brasileño de 2013 7.º mejor equipo ubicado en el Campeonato Brasileño de 2013 Campeón de la Copa do Nordeste 2014 |
| Chile 4 cupos                       | Deportes Iquique Cobresal Universidad Católica Huachipato                                          | Campeón de la Copa Chile 2013-14 Ganador de la Liguilla Pre-Sudamericana 2014 Mejor equipo ubicado en la tabla acumulada de la temporada 2013-14 Finalista de la Copa Chile 2013-14 |
| Colombia 4 cupos                    | Atlético Nacional Deportivo Cali Millonarios Águilas Doradas                                       | Campeón de la Copa Colombia 2013 Campeón de la Superliga de Colombia 2014 Mejor equipo ubicado en la Reclasificación 2013 2.º mejor equipo ubicado en la Reclasificación 2013 |
| Ecuador 4 cupos                     | Emelec Independiente del Valle Universidad Católica Barcelona                                      | Campeón del Campeonato Ecuatoriano de 2013 Subcampeón del Campeonato Ecuatoriano de 2013 Mejor equipo ubicado en la tabla acumulada del Campeonato Ecuatoriano de 2013 2.º mejor equipo ubicado en la tabla acumulada del Campeonato Ecuatoriano de 2013 |
| Paraguay 4 cupos                    | Cerro Porteño Libertad Deportivo Capiatá General Díaz                                              | Campeón en la temporada 2013 con mayor puntaje acumulado Mejor equipo ubicado en la tabla acumulada de la temporada 2013 2.º mejor equipo ubicado en la tabla acumulada de la temporada 2013 3.º mejor equipo ubicado en la tabla acumulada de la temporada 2013 |
| Perú 4 cupos                        | Alianza Lima Universidad César Vallejo UTC Inti Gas                                                | Mejor equipo ubicado en la tabla acumulada del Campeonato Descentralizado 2013 2.º mejor equipo ubicado en la tabla acumulada del Campeonato Descentralizado 2013 3.º mejor equipo ubicado en la tabla acumulada del Campeonato Descentralizado 2013 4.º mejor equipo ubicado en la tabla acumulada del Campeonato Descentralizado 2013 |
| Uruguay 4 cupos                     | Danubio River Plate Peñarol Rentistas                                                              | Campeón del Campeonato Uruguayo 2013-14 Mejor equipo ubicado en la tabla anual del Campeonato Uruguayo 2013-14 2.º mejor equipo ubicado en la tabla anual del Campeonato Uruguayo 2013-14 3.º mejor equipo ubicado en la tabla anual del Campeonato Uruguayo 2013-14 |
| Venezuela 4 cupos                   | Caracas Deportivo Anzoátegui Trujillanos Deportivo La Guaira                                       | Campeón de la Copa Venezuela 2013 Mejor equipo ubicado en la tabla acumulada de la Primera División Venezolana 2013-14 Finalista de la Serie Pre-Sudamericana con mayor puntaje acumulado en la temporada 2013-14 Finalista de la Serie Pre-Sudamericana con menor puntaje acumulado en la temporada 2013-14 |

### Distribución geográfica de los equipos
Distribución geográfica de las sedes de los equipos participantes:

## Primera fase
Los clasificados de todas las asociaciones, exceptuando Argentina y Brasil, fueron separados en dos zonas, Sur y Norte, de acuerdo a la localización geográfica de cada país: la primera zona estuvo integrada por los equipos de Bolivia, Chile, Paraguay y Uruguay, y la segunda, por los de Colombia, Ecuador, Perú y Venezuela. Dentro de cada zona, se establecieron ocho llaves. Los 16 ganadores avanzaron a la segunda fase.

### Zona Sur
| Fechas            | Local en la ida        | Global | Local en la vuelta | Ida | Vuelta | Llave     |
| ----------------- | ---------------------- | ------ | ------------------ | --- | ------ | --------- |
| 19 y 26 de agosto | Huachipato             | 6:3    | San José           | 3:1 | 3:2    | Ganador 1 |
| 19 y 26 de agosto | Universitario de Sucre | 2:1    | Deportes Iquique   | 2:0 | 0:1    | Ganador 2 |
| 21 y 28 de agosto | Deportivo Capiatá      | 5:3    | Danubio            | 3:1 | 2:2    | Ganador 3 |
| 19 y 26 de agosto | Rentistas              | 1:2    | Cerro Porteño      | 0:2 | 1:0    | Ganador 4 |
| 20 y 27 de agosto | General Díaz           | 4:3    | Cobresal           | 2:1 | 2:2    | Ganador 5 |
| 20 y 27 de agosto | Nacional Potosí        | 1:3    | Libertad           | 1:0 | 0:3    | Ganador 6 |
| 21 y 27 de agosto | Universidad Católica   | 0:4    | River Plate        | 0:1 | 0:3    | Ganador 7 |
| 20 y 28 de agosto | Peñarol                | 6:0    | Jorge Wilstermann  | 2:0 | 4:0    | Ganador 8 |

### Zona Norte
| Fechas            | Local en la ida      | Global       | Local en la vuelta        | Ida | Vuelta | Llave      |
| ----------------- | -------------------- | ------------ | ------------------------- | --- | ------ | ---------- |
| 21 y 28 de agosto | Inti Gas             | 0:2          | Caracas                   | 0:1 | 0:1    | Ganador 9  |
| 21 y 27 de agosto | Barcelona            | 3:0          | Alianza Lima              | 3:0 | 0:0    | Ganador 10 |
| 20 y 27 de agosto | Deportivo La Guaira  | 1:2          | Atlético Nacional         | 1:1 | 0:1    | Ganador 11 |
| 19 y 26 de agosto | Águilas Doradas      | 2:3          | Emelec                    | 1:1 | 1:2    | Ganador 12 |
| 20 y 28 de agosto | UTC                  | 0:3          | Deportivo Cali            | 0:0 | 0:3    | Ganador 13 |
| 21 y 28 de agosto | Millonarios          | 3:4          | Universidad César Vallejo | 1:2 | 2:2    | Ganador 14 |
| 21 y 27 de agosto | Trujillanos          | 1:2          | Independiente del Valle   | 0:1 | 1:1    | Ganador 15 |
| 19 y 26 de agosto | Universidad Católica | 2:2 (5:4 p.) | Deportivo Anzoátegui      | 1:1 | 1:1    | Ganador 16 |

## Segunda fase
Por ser el campeón de la Copa Sudamericana 2013, Lanús clasificó automáticamente a octavos de final como Octavo 7. Para determinar a los restantes 15 clasificados a las fases finales, se establecieron quince nuevas llaves. Los seis participantes de Argentina, por un lado, y los ocho de Brasil, por otro, conformaron siete de las llaves, determinadas según la plaza clasificatoria que ocupara cada equipo. En cada uno de los otros ocho cruces, se enfrentó un ganador de la Zona Norte con uno de la Zona Sur de la primera fase. Los 15 ganadores avanzaron a los octavos de final.
| Fechas                         | Local en la ida             | Global | Local en la vuelta        | Ida | Vuelta | Llave     |
| ------------------------------ | --------------------------- | ------ | ------------------------- | --- | ------ | --------- |
| 28 de agosto y 3 de septiembre | Sport Recife                | 1:3    | Vitória                   | 0:1 | 1:2    | Octavo 1  |
| 16 y 24 de septiembre          | Deportivo Capiatá           | 4:2    | Caracas                   | 1:1 | 3:1    | Octavo 2  |
| 3 y 17 de septiembre           | Godoy Cruz                  | 0:3    | River Plate               | 0:1 | 0:2    | Octavo 3  |
| 17 y 24 de septiembre          | Huachipato                  | 2:1    | Universidad Católica      | 2:0 | 0:1    | Octavo 4  |
| 28 de agosto y 3 de septiembre | Fluminense                  | 2:2    | Goiás (v.)                | 2:1 | 0:1    | Octavo 5  |
| 16 y 24 de septiembre          | Peñarol                     | 3:2    | Deportivo Cali            | 2:2 | 1:0    | Octavo 6  |
| 17 y 23 de septiembre          | Universitario de Sucre      | 2:5    | Universidad César Vallejo | 2:2 | 0:3    | Octavo 8  |
| 27 de agosto y 4 de septiembre | Internacional               | 1:3    | Bahia                     | 0:2 | 1:1    | Octavo 9  |
| 16 y 23 de septiembre          | Independiente del Valle     | 1:3    | Cerro Porteño             | 1:0 | 0:3    | Octavo 10 |
| 3 y 16 de septiembre           | Gimnasia y Esgrima La Plata | 0:1    | Estudiantes (LP)          | 0:0 | 0:1    | Octavo 11 |
| 18 y 25 de septiembre          | Emelec                      | 3:2    | River Plate               | 2:1 | 1:1    | Octavo 12 |
| 28 de agosto y 4 de septiembre | Criciúma                    | 2:3    | São Paulo                 | 2:1 | 0:2    | Octavo 13 |
| 11 y 17 de septiembre          | Barcelona                   | 1:2    | Libertad                  | 1:0 | 0:2    | Octavo 14 |
| 4 y 18 de septiembre           | Rosario Central             | 1:4    | Boca Juniors              | 1:1 | 0:3    | Octavo 15 |
| 10 y 25 de septiembre          | (v.) Atlético Nacional      | 3:3    | General Díaz              | 0:2 | 3:1    | Octavo 16 |

## Fases finales
Las fases finales estuvieron compuestas por cuatro etapas: octavos de final, cuartos de final, semifinales y final. A los 15 ganadores de la primera fase se les sumó Lanús, campeón de la Copa Sudamericana 2013. A los fines de establecer las llaves de los octavos de final, se tuvo en cuenta la denominación que se le asignó a cada equipo; en el caso de los cuadros que clasificaron desde la segunda fase, dicha denominación fue determinada por el nombre del cruce que ganaron en aquella instancia. De esa manera, el Octavo 1 enfrentó al Octavo 16, el 2 al 15, el 3 al 14, y así sucesivamente. Desde esta instancia inclusive en adelante, el equipo que ostentara menor número de orden que su rival de turno ejerció la localía en el partido de vuelta. En caso de que dos equipos de un mismo país alcanzaran la ronda de semifinales, se debía alterar, de ser necesario, el orden de las llaves para que ambos se enfrentaran en la mencionada instancia, a fin de evitar que puedan cruzarse en la final.

### Cuadro de desarrollo
|  | Octavos de final                  | Octavos de final                  | Octavos de final                  | Octavos de final                  | Octavos de final                  |   |       | Cuartos de final                | Cuartos de final                | Cuartos de final                | Cuartos de final                | Cuartos de final                |  |    | Semifinales           | Semifinales           | Semifinales           | Semifinales           | Semifinales           |  |    | Final               | Final               | Final               | Final               | Final               |  |
|  | 30 de septiembre al 23 de octubre | 30 de septiembre al 23 de octubre | 30 de septiembre al 23 de octubre | 30 de septiembre al 23 de octubre | 30 de septiembre al 23 de octubre |   |       | 29 de octubre al 6 de noviembre | 29 de octubre al 6 de noviembre | 29 de octubre al 6 de noviembre | 29 de octubre al 6 de noviembre | 29 de octubre al 6 de noviembre |  |    | 19 al 27 de noviembre | 19 al 27 de noviembre | 19 al 27 de noviembre | 19 al 27 de noviembre | 19 al 27 de noviembre |  |    | 3 y 10 de diciembre | 3 y 10 de diciembre | 3 y 10 de diciembre | 3 y 10 de diciembre | 3 y 10 de diciembre |  |
|  |                                   |                                   |                                   |                                   |                                   |   |       |                                 |                                 |                                 |                                 |                                 |  |    |                       |                       |                       |                       |                       |  |    |                     |                     |                     |                     |                     |  |
|  |                                   |                                   |                                   |                                   |                                   |   |       |                                 |                                 |                                 |                                 |                                 |  |    |                       |                       |                       |                       |                       |  |    |                     |                     |                     |                     |                     |  |
|  | 1                                 | Vitória                           | 2                                 | 0                                 | 2                                 |   |       |                                 |                                 |                                 |                                 |                                 |  |    |                       |                       |                       |                       |                       |  |    |                     |                     |                     |                     |                     |  |
|  | 1                                 | Vitória                           | 2                                 | 0                                 | 2                                 |   |       |                                 |                                 |                                 |                                 |                                 |  |    |                       |                       |                       |                       |                       |  |    |                     |                     |                     |                     |                     |  |
|  | 16                                | Atlético Nacional                 | 2                                 | 1                                 | 3                                 |   |       |                                 |                                 |                                 |                                 |                                 |  |    |                       |                       |                       |                       |                       |  |    |                     |                     |                     |                     |                     |  |
|  | 16                                | Atlético Nacional                 | 2                                 | 1                                 | 3                                 |   | 16    | Atlético Nacional               | 1                               | 1                               | 2                               |                                 |  |    |                       |                       |                       |                       |                       |  |    |                     |                     |                     |                     |                     |  |
|  |                                   |                                   |                                   |                                   |                                   |   | 16    | Atlético Nacional               | 1                               | 1                               | 2                               |                                 |  |    |                       |                       |                       |                       |                       |  |    |                     |                     |                     |                     |                     |  |
|  |                                   |                                   | 8                                 | Univ. César Vallejo               | 0                                 | 0 | 0     |                                 |                                 |                                 |                                 |                                 |  |    |                       |                       |                       |                       |                       |  |    |                     |                     |                     |                     |                     |  |
|  | 8                                 | Univ. César Vallejo (p)           | 8                                 | Univ. César Vallejo               | 0                                 | 0 | 0     | 0                               | 2                               | 2 (7)                           |                                 |                                 |  |    |                       |                       |                       |                       |                       |  |    |                     |                     |                     |                     |                     |  |
|  | 8                                 | Univ. César Vallejo (p)           |                                   |                                   |                                   |   |       |                                 |                                 | 2 (7)                           |                                 |                                 |  |    |                       |                       |                       |                       |                       |  |    |                     |                     |                     |                     |                     |  |
|  | 9                                 | Bahia                             | 2                                 | 0                                 | 2 (6)                             |   |       |                                 |                                 |                                 |                                 |                                 |  |    |                       |                       |                       |                       |                       |  |    |                     |                     |                     |                     |                     |  |
|  | 9                                 | Bahia                             | 2                                 | 0                                 | 2 (6)                             |   |       |                                 |                                 |                                 |                                 |                                 |  | 16 | Atlético Nacional (p) | 1                     | 0                     | 1 (4)                 |                       |  |    |                     |                     |                     |                     |                     |  |
|  |                                   |                                   |                                   |                                   |                                   |   |       |                                 |                                 |                                 |                                 |                                 |  | 16 | Atlético Nacional (p) | 1                     | 0                     | 1 (4)                 |                       |  |    |                     |                     |                     |                     |                     |  |
|  |                                   |                                   | 13                                | São Paulo                         | 0                                 | 1 | 1 (1) |                                 |                                 |                                 |                                 |                                 |  |    |                       |                       |                       |                       |                       |  |    |                     |                     |                     |                     |                     |  |
|  | 4                                 | Huachipato                        | 13                                | São Paulo                         | 0                                 | 1 | 1 (1) | 0                               | 2                               | 2                               |                                 |                                 |  |    |                       |                       |                       |                       |                       |  |    |                     |                     |                     |                     |                     |  |
|  | 4                                 | Huachipato                        |                                   |                                   |                                   |   |       |                                 |                                 | 2                               |                                 |                                 |  |    |                       |                       |                       |                       |                       |  |    |                     |                     |                     |                     |                     |  |
|  | 13                                | São Paulo                         | 1                                 | 3                                 | 4                                 |   |       |                                 |                                 |                                 |                                 |                                 |  |    |                       |                       |                       |                       |                       |  |    |                     |                     |                     |                     |                     |  |
|  | 13                                | São Paulo                         | 1                                 | 3                                 | 4                                 |   | 13    | São Paulo                       | 4                               | 2                               | 6                               |                                 |  |    |                       |                       |                       |                       |                       |  |    |                     |                     |                     |                     |                     |  |
|  |                                   |                                   |                                   |                                   |                                   |   | 13    | São Paulo                       | 4                               | 2                               | 6                               |                                 |  |    |                       |                       |                       |                       |                       |  |    |                     |                     |                     |                     |                     |  |
|  |                                   |                                   | 12                                | Emelec                            | 2                                 | 3 | 5     |                                 |                                 |                                 |                                 |                                 |  |    |                       |                       |                       |                       |                       |  |    |                     |                     |                     |                     |                     |  |
|  | 5                                 | Goiás                             | 12                                | Emelec                            | 2                                 | 3 | 5     | 0                               | 1                               | 1 (5)                           |                                 |                                 |  |    |                       |                       |                       |                       |                       |  |    |                     |                     |                     |                     |                     |  |
|  | 5                                 | Goiás                             |                                   |                                   |                                   |   |       |                                 |                                 | 1 (5)                           |                                 |                                 |  |    |                       |                       |                       |                       |                       |  |    |                     |                     |                     |                     |                     |  |
|  | 12                                | Emelec (p)                        | 1                                 | 0                                 | 1 (6)                             |   |       |                                 |                                 |                                 |                                 |                                 |  |    |                       |                       |                       |                       |                       |  |    |                     |                     |                     |                     |                     |  |
|  | 12                                | Emelec (p)                        | 1                                 | 0                                 | 1 (6)                             |   |       |                                 |                                 |                                 |                                 |                                 |  |    |                       |                       |                       |                       |                       |  | 16 | Atlético Nacional   | 1                   | 0                   | 1                   |                     |  |
|  |                                   |                                   |                                   |                                   |                                   |   |       |                                 |                                 |                                 |                                 |                                 |  |    |                       |                       |                       |                       |                       |  | 16 | Atlético Nacional   | 1                   | 0                   | 1                   |                     |  |
|  |                                   |                                   | 3                                 | River Plate                       | 1                                 | 2 | 3     |                                 |                                 |                                 |                                 |                                 |  |    |                       |                       |                       |                       |                       |  |    |                     |                     |                     |                     |                     |  |
|  | 2                                 | Deportivo Capiatá                 | 3                                 | River Plate                       | 1                                 | 2 | 3     | 1                               | 0                               | 1 (3)                           |                                 |                                 |  |    |                       |                       |                       |                       |                       |  |    |                     |                     |                     |                     |                     |  |
|  | 2                                 | Deportivo Capiatá                 |                                   |                                   |                                   |   |       |                                 |                                 | 1 (3)                           |                                 |                                 |  |    |                       |                       |                       |                       |                       |  |    |                     |                     |                     |                     |                     |  |
|  | 15                                | Boca Juniors (p)                  | 0                                 | 1                                 | 1 (4)                             |   |       |                                 |                                 |                                 |                                 |                                 |  |    |                       |                       |                       |                       |                       |  |    |                     |                     |                     |                     |                     |  |
|  | 15                                | Boca Juniors (p)                  | 0                                 | 1                                 | 1 (4)                             |   | 15    | Boca Juniors                    | 1                               | 4                               | 5                               |                                 |  |    |                       |                       |                       |                       |                       |  |    |                     |                     |                     |                     |                     |  |
|  |                                   |                                   |                                   |                                   |                                   |   | 15    | Boca Juniors                    | 1                               | 4                               | 5                               |                                 |  |    |                       |                       |                       |                       |                       |  |    |                     |                     |                     |                     |                     |  |
|  |                                   |                                   | 10                                | Cerro Porteño                     | 0                                 | 1 | 1     |                                 |                                 |                                 |                                 |                                 |  |    |                       |                       |                       |                       |                       |  |    |                     |                     |                     |                     |                     |  |
|  | 7                                 | Lanús                             | 10                                | Cerro Porteño                     | 0                                 | 1 | 1     | 1                               | 1                               | 2                               |                                 |                                 |  |    |                       |                       |                       |                       |                       |  |    |                     |                     |                     |                     |                     |  |
|  | 7                                 | Lanús                             |                                   |                                   |                                   |   |       |                                 |                                 | 2                               |                                 |                                 |  |    |                       |                       |                       |                       |                       |  |    |                     |                     |                     |                     |                     |  |
|  | 10                                | Cerro Porteño                     | 2                                 | 1                                 | 3                                 |   |       |                                 |                                 |                                 |                                 |                                 |  |    |                       |                       |                       |                       |                       |  |    |                     |                     |                     |                     |                     |  |
|  | 10                                | Cerro Porteño                     | 2                                 | 1                                 | 3                                 |   |       |                                 |                                 |                                 |                                 |                                 |  | 15 | Boca Juniors          | 0                     | 0                     | 0                     |                       |  |    |                     |                     |                     |                     |                     |  |
|  |                                   |                                   |                                   |                                   |                                   |   |       |                                 |                                 |                                 |                                 |                                 |  | 15 | Boca Juniors          | 0                     | 0                     | 0                     |                       |  |    |                     |                     |                     |                     |                     |  |
|  |                                   |                                   | 3                                 | River Plate                       | 0                                 | 1 | 1     |                                 |                                 |                                 |                                 |                                 |  |    |                       |                       |                       |                       |                       |  |    |                     |                     |                     |                     |                     |  |
|  | 3                                 | River Plate                       | 3                                 | River Plate                       | 0                                 | 1 | 1     | 3                               | 2                               | 5                               |                                 |                                 |  |    |                       |                       |                       |                       |                       |  |    |                     |                     |                     |                     |                     |  |
|  | 3                                 | River Plate                       |                                   |                                   |                                   |   |       |                                 |                                 | 5                               |                                 |                                 |  |    |                       |                       |                       |                       |                       |  |    |                     |                     |                     |                     |                     |  |
|  | 14                                | Libertad                          | 1                                 | 0                                 | 1                                 |   |       |                                 |                                 |                                 |                                 |                                 |  |    |                       |                       |                       |                       |                       |  |    |                     |                     |                     |                     |                     |  |
|  | 14                                | Libertad                          | 1                                 | 0                                 | 1                                 |   | 3     | River Plate                     | 2                               | 3                               | 5                               |                                 |  |    |                       |                       |                       |                       |                       |  |    |                     |                     |                     |                     |                     |  |
|  |                                   |                                   |                                   |                                   |                                   |   | 3     | River Plate                     | 2                               | 3                               | 5                               |                                 |  |    |                       |                       |                       |                       |                       |  |    |                     |                     |                     |                     |                     |  |
|  |                                   |                                   | 11                                | Estudiantes (LP)                  | 1                                 | 2 | 3     |                                 |                                 |                                 |                                 |                                 |  |    |                       |                       |                       |                       |                       |  |    |                     |                     |                     |                     |                     |  |
|  | 6                                 | Peñarol                           | 11                                | Estudiantes (LP)                  | 1                                 | 2 | 3     | 1                               | 2                               | 3 (1)                           |                                 |                                 |  |    |                       |                       |                       |                       |                       |  |    |                     |                     |                     |                     |                     |  |
|  | 6                                 | Peñarol                           |                                   |                                   |                                   |   |       |                                 |                                 | 3 (1)                           |                                 |                                 |  |    |                       |                       |                       |                       |                       |  |    |                     |                     |                     |                     |                     |  |
|  | 11                                | Estudiantes (LP) (p)              | 2                                 | 1                                 | 3 (3)                             |   |       |                                 |                                 |                                 |                                 |                                 |  |    |                       |                       |                       |                       |                       |  |    |                     |                     |                     |                     |                     |  |
|  | 11                                | Estudiantes (LP) (p)              | 2                                 | 1                                 | 3 (3)                             |   |       |                                 |                                 |                                 |                                 |                                 |  |    |                       |                       |                       |                       |                       |  |    |                     |                     |                     |                     |                     |  |
|  |                                   |                                   |                                   |                                   |                                   |   |       |                                 |                                 |                                 |                                 |                                 |  |    |                       |                       |                       |                       |                       |  |    |                     |                     |                     |                     |                     |  |

- Nota: En cada llave, el equipo con la menor numeración es el que definió la serie como local.

### Octavos de final
| 1 de octubre de 2014, 20:00 (UTC-5) | Atlético Nacional              | 2:2 (1:1) | Vitória                          | Estadio Atanasio Girardot, Medellín                     |                                                         |
|                                     | Bocanegra 3' · Ruiz 65' (pen.) | Reporte   | Ednei 45' · William Henrique 48' | Asistencia: 35 943 espectadores Árbitro(s): Carlos Vera | Asistencia: 35 943 espectadores Árbitro(s): Carlos Vera |

| 16 de octubre de 2014, 19:15 (UTC-3) | Vitória | 0:1 (0:0) | Atlético Nacional | Estadio Manoel Barradas, Salvador                      |                                                        |
|                                      |         | Reporte   | Bocanegra 70'     | Asistencia: 27 409 espectadores Árbitro(s): Diego Abal | Asistencia: 27 409 espectadores Árbitro(s): Diego Abal |

| 1 de octubre de 2014, 19:30 (UTC-3) | Bahia                 | 2:0 (0:0) | Universidad César Vallejo | Arena Fonte Nova, Salvador                                  |                                                             |
|                                     | Titi 64' · Barbio 79' | Reporte   |                           | Asistencia: 37 674 espectadores Árbitro(s): Carlos Amarilla | Asistencia: 37 674 espectadores Árbitro(s): Carlos Amarilla |

| 15 de octubre de 2014, 20:00 (UTC-5) | Universidad César Vallejo                                                                   | 2:0 (0:0) (7:6 p.)         | Bahia                                                                                             | Estadio Mansiche, Trujillo                              |                                                         |
|                                      | Quinteros 83' · Chiroque 90+2'                                                              | Reporte                    |                                                                                                   | Asistencia: 15 760 espectadores Árbitro(s): Carlos Vera | Asistencia: 15 760 espectadores Árbitro(s): Carlos Vera |
|                                      |                                                                                             | Tiros desde el punto penal |                                                                                                   |                                                         |                                                         |
|                                      | Tejada · Chávez · Chiroque · Pando · Millán · Rabanal · Muente · Morales · Cardoza · Libman |                            | Marcos Aurélio · Fonseca · Henrique · Titi · Léo Gago · Uelliton · Pará · Barbio · Railan · Lomba |                                                         |                                                         |

| 30 de septiembre de 2014, 20:30 (UTC-3) | São Paulo  | 1:0 (0:0) | Huachipato | Estadio Morumbi, São Paulo                                     |                                                                |
|                                         | Bastos 55' | Reporte   |            | Asistencia: 45 753 espectadores Árbitro(s): Christian Ferreyra | Asistencia: 45 753 espectadores Árbitro(s): Christian Ferreyra |

| 15 de octubre de 2014, 19:30 (UTC-3) | Huachipato              | 2:3 (1:2) | São Paulo                             | Estadio CAP, Talcahuano                                 |                                                         |
|                                      | Vilches 20' · Sagal 87' | Reporte   | Bastos 9' · Ganso 22' · Boschilia 89' | Asistencia: 9020 espectadores Árbitro(s): Antonio Arias | Asistencia: 9020 espectadores Árbitro(s): Antonio Arias |

| 1 de octubre de 2014, 20:00 (UTC-5) | Emelec      | 1:0 (0:0) | Goiás | Estadio George Capwell, Guayaquil                           |                                                             |
|                                     | Herrera 86' | Reporte   |       | Asistencia: 27 691 espectadores Árbitro(s): Óscar Maldonado | Asistencia: 27 691 espectadores Árbitro(s): Óscar Maldonado |

| 15 de octubre de 2014, 22:00 (UTC-3) | Goiás                                                                             | 1:0 (1:0) (5:6 p.)         | Emelec                                                          | Estadio Serra Dourada, Goiânia                            |                                                           |
|                                      | E. Lima 19'                                                                       | Reporte                    |                                                                 | Asistencia: 42 790 espectadores Árbitro(s): Wilmar Roldán | Asistencia: 42 790 espectadores Árbitro(s): Wilmar Roldán |
|                                      |                                                                                   | Tiros desde el punto penal |                                                                 |                                                           |                                                           |
|                                      | Mendes · L. Lima · Bruno Mineiro · Souza · E. Lima · Esquerdinha · Pedro Henrique |                            | Bolaños · Mena · Mondaini · Bagüi · Quiñonez · Gaibor · Giménez |                                                           |                                                           |

| 15 de octubre de 2014, 21:15 (UTC-3) | Boca Juniors | 0:1 (0:1) | Deportivo Capiatá   | Estadio La Bombonera, Buenos Aires                       |                                                          |
|                                      |              | Reporte   | Magallán 43' (a.g.) | Asistencia: 39 423 espectadores Árbitro(s): Sandro Ricci | Asistencia: 39 423 espectadores Árbitro(s): Sandro Ricci |

| 23 de octubre de 2014, 21:15 (UTC-3) | Deportivo Capiatá                                          | 0:1 (0:0) (3:4 p.)         | Boca Juniors                                       | Estadio Feliciano Cáceres, Luque                          |                                                           |
|                                      |                                                            | Reporte                    | Calleri 73'                                        | Asistencia: 15 651 espectadores Árbitro(s): Wilmar Roldán | Asistencia: 15 651 espectadores Árbitro(s): Wilmar Roldán |
|                                      |                                                            | Tiros desde el punto penal |                                                    |                                                           |                                                           |
|                                      | Escobar · González · Irala · Irrazábal · Martínez · Aquino |                            | Gigliotti · Pérez · Gago · Colazo · Chávez · Orion |                                                           |                                                           |

| 14 de octubre de 2014, 21:30 (UTC-3) | Cerro Porteño   | 2:1 (0:0) | Lanús     | Estadio Defensores del Chaco, Asunción                    |                                                           |
|                                      | Romero 61', 63' | Reporte   | Silva 72' | Asistencia: 25 000 espectadores Árbitro(s): Darío Ubríaco | Asistencia: 25 000 espectadores Árbitro(s): Darío Ubríaco |

| 21 de octubre de 2014, 21:15 (UTC-3) | Lanús         | 1:1 (1:1) | Cerro Porteño | Estadio Ciudad de Lanús, Lanús                             |                                                            |
|                                      | Braghieri 38' | Reporte   | Romero 1'     | Asistencia: 19 545 espectadores Árbitro(s): Roddy Zambrano | Asistencia: 19 545 espectadores Árbitro(s): Roddy Zambrano |

| 16 de octubre de 2014, 21:30 (UTC-3) | Libertad   | 1:3 (1:0) | River Plate                             | Estadio Dr. Nicolás Leoz, Asunción                          |                                                             |
|                                      | Vargas 45' | Reporte   | Sánchez 60' · Driussi 71' · Simeone 75' | Asistencia: 10 000 espectadores Árbitro(s): Víctor Carrillo | Asistencia: 10 000 espectadores Árbitro(s): Víctor Carrillo |

| 22 de octubre de 2014, 21:30 (UTC-3) | River Plate                 | 2:0 (1:0) | Libertad | Estadio Monumental, Buenos Aires                          |                                                           |
|                                      | Mercado 41' · Simeone 90+1' | Reporte   |          | Asistencia: 50 809 espectadores Árbitro(s): José Buitrago | Asistencia: 50 809 espectadores Árbitro(s): José Buitrago |

| 14 de octubre de 2014, 19:15 (UTC-3) | Estudiantes (LP)                   | 2:1 (1:0) | Peñarol             | Estadio Ciudad de La Plata, La Plata                      |                                                           |
|                                      | Correa 11' · Carrillo 90+4' (pen.) | Reporte   | Estoyanoff 64' (TL) | Asistencia: 35 155 espectadores Árbitro(s): Enrique Osses | Asistencia: 35 155 espectadores Árbitro(s): Enrique Osses |

| 22 de octubre de 2014, 19:00 (UTC-3) | Peñarol                                        | 2:1 (2:0) (1:3 p.)         | Estudiantes (LP)                       | Estadio Centenario, Montevideo                                   |                                                                  |
|                                      | Viera 22' · J. Rodríguez 45+3'                 | Reporte                    | Carrillo 71'                           | Asistencia: 35 009 espectadores Árbitro(s): Leandro Pedro Vuaden | Asistencia: 35 009 espectadores Árbitro(s): Leandro Pedro Vuaden |
|                                      |                                                | Tiros desde el punto penal |                                        |                                                                  |                                                                  |
|                                      | Órteman · Núñez · Estoyanoff · Rodríguez Núñez |                            | Cerutti · Carrillo · Damonte · Rosales |                                                                  |                                                                  |

### Cuartos de final
| 29 de octubre de 2014, 20:30 (UTC-5) | Atlético Nacional | 1:0 (0:0) | Universidad César Vallejo | Estadio Atanasio Girardot, Medellín                     |                                                         |
|                                      | Bernal 56'        | Reporte   |                           | Asistencia: 42 548 espectadores Árbitro(s): Héber Lopes | Asistencia: 42 548 espectadores Árbitro(s): Héber Lopes |

| 5 de noviembre de 2014, 21:30 (UTC-5) | Universidad César Vallejo | 0:1 (0:0) | Atlético Nacional | Estadio Mansiche, Trujillo                                 |                                                            |
|                                       |                           | Reporte   | Cardona 80'       | Asistencia: 19 025 espectadores Árbitro(s): Mauro Vigliano | Asistencia: 19 025 espectadores Árbitro(s): Mauro Vigliano |

| 30 de octubre de 2014, 20:15 (UTC-2) | São Paulo                                                 | 4:2 (3:0) | Emelec                 | Estadio Morumbi, São Paulo                                  |                                                             |
|                                      | Bastos 11' · Hudson 35' · Kardec 44' · Antônio Carlos 69' | Reporte   | Bolaños 47' · Mena 54' | Asistencia: 55 743 espectadores Árbitro(s): Enrique Cáceres | Asistencia: 55 743 espectadores Árbitro(s): Enrique Cáceres |

| 5 de noviembre de 2014, 19:00 (UTC-5) | Emelec                             | 3:2 (1:2) | São Paulo              | Estadio George Capwell, Guayaquil                         |                                                           |
|                                       | Bolaños 1', 48' (pen.), 52' (pen.) | Reporte   | Kardec 28' · Ganso 39' | Asistencia: 32 905 espectadores Árbitro(s): Enrique Osses | Asistencia: 32 905 espectadores Árbitro(s): Enrique Osses |

| 30 de octubre de 2014, 21:30 (UTC-3) | Boca Juniors  | 1:0 (0:0) | Cerro Porteño | Estadio La Bombonera, Buenos Aires                          |                                                             |
|                                      | Gigliotti 82' | Reporte   |               | Asistencia: 45 000 espectadores Árbitro(s): Víctor Carrillo | Asistencia: 45 000 espectadores Árbitro(s): Víctor Carrillo |

| 6 de noviembre de 2014, 19:00 (UTC-3) | Cerro Porteño | 1:4 (1:1) | Boca Juniors                                 | Estadio Defensores del Chaco, Asunción                     |                                                            |
|                                       | Güiza 27'     | Reporte   | Calleri 9' · Chávez 66', 85' · Gigliotti 73' | Asistencia: 32 018 espectadores Árbitro(s): Martín Vázquez | Asistencia: 32 018 espectadores Árbitro(s): Martín Vázquez |

| 29 de octubre de 2014, 20:15 (UTC-3) | Estudiantes (LP) | 1:2 (1:0) | River Plate                   | Estadio Ciudad de La Plata, La Plata                   |                                                        |
|                                      | Vera 45+1'       | Reporte   | Mora 52' · Schunke 71' (a.g.) | Asistencia: 40 202 espectadores Árbitro(s): Diego Abal | Asistencia: 40 202 espectadores Árbitro(s): Diego Abal |

| 6 de noviembre de 2014, 21:30 (UTC-3) | River Plate                              | 3:2 (1:1) | Estudiantes (LP)               | Estadio Monumental, Buenos Aires                          |                                                           |
|                                       | Gutiérrez 3' · Mora 61' · Funes Mori 63' | Reporte   | Vera 42' · Carrillo 51' (pen.) | Asistencia: 59 677 espectadores Árbitro(s): Néstor Pitana | Asistencia: 59 677 espectadores Árbitro(s): Néstor Pitana |

### Semifinales
| 19 de noviembre de 2014, 19:00 (UTC-5) | Atlético Nacional | 1:0 (1:0) | São Paulo | Estadio Atanasio Girardot, Medellín                          |                                                              |
|                                        | Ruiz 34'          | Reporte   |           | Asistencia: 47 977 espectadores Árbitro(s): Daniel Fedorczuk | Asistencia: 47 977 espectadores Árbitro(s): Daniel Fedorczuk |

| 26 de noviembre de 2014, 22:00 (UTC-2) | São Paulo                     | 1:0 (0:0) (1:4 p.)         | Atlético Nacional                     | Estadio Morumbi, São Paulo                                 |                                                            |
|                                        | Ganso 53'                     | Reporte                    |                                       | Asistencia: 63 548 espectadores Árbitro(s): Roddy Zambrano | Asistencia: 63 548 espectadores Árbitro(s): Roddy Zambrano |
|                                        |                               | Tiros desde el punto penal |                                       |                                                            |                                                            |
|                                        | Kardec · Rogério Ceni · Tolói |                            | Bocanegra · Valencia · Cardona · Ruiz |                                                            |                                                            |

| 20 de noviembre de 2014, 20:45 (UTC-3) | Boca Juniors | 0:0     | River Plate | Estadio La Bombonera, Buenos Aires                        |                                                           |
|                                        |              | Reporte |             | Asistencia: 48 000 espectadores Árbitro(s): Silvio Trucco | Asistencia: 48 000 espectadores Árbitro(s): Silvio Trucco |

| 27 de noviembre de 2014, 20:45 (UTC-3) | River Plate    | 1:0 (1:0) | Boca Juniors | Estadio Monumental, Buenos Aires                           |                                                            |
|                                        | Pisculichi 16' | Reporte   |              | Asistencia: 65 950 espectadores Árbitro(s): Germán Delfino | Asistencia: 65 950 espectadores Árbitro(s): Germán Delfino |

### Final

#### Ida
| 3 de diciembre de 2014, 19:15 (UTC-5) | Atlético Nacional | 1:1 (1:0) | River Plate    | Estadio Atanasio Girardot, Medellín                                 |                                                                     |
|                                       | Berrío 34'        | Reporte   | Pisculichi 65' | Asistencia: 49 000 espectadores Árbitro(s): Ricardo Marques Ribeiro | Asistencia: 49 000 espectadores Árbitro(s): Ricardo Marques Ribeiro |

| 30         | POR        | Franco Armani      |     |
| 12         | DEF        | Alexis Henríquez   |     |
| 3          | DEF        | Óscar Murillo      |     |
| 22         | DEF        | Daniel Bocanegra   |     |
| 19         | DEF        | Farid Díaz         |     |
| 13         | MED        | Alexander Mejía    |     |
| 20         | MED        | Alejandro Bernal   | 37' |
| 17         | MED        | Orlando Berrío     | 70' |
| 10         | MED        | Edwin Cardona      |     |
| 29         | MED        | Jonathan Copete    | 58' |
| 14         | DEL        | Luis Carlos Ruiz   |     |
| Entrenador | Entrenador | Juan Carlos Osorio |     |

| 1          | POR        | Marcelo Barovero    |     |
| 6          | DEF        | Ramiro Funes Mori   |     |
| 20         | DEF        | Germán Pezzella     |     |
| 24         | DEF        | Emanuel Mammana     | 60' |
| 21         | DEF        | Leonel Vangioni     |     |
| 8          | MED        | Carlos Sánchez      |     |
| 23         | MED        | Leonardo Ponzio     |     |
| 16         | MED        | Ariel Rojas         |     |
| 15         | MED        | Leonardo Pisculichi | 75' |
| 7          | DEL        | Rodrigo Mora        | 66' |
| 19         | DEL        | Teófilo Gutiérrez   |     |
| Entrenador | Entrenador | Marcelo Gallardo    |     |

| 26 | MED | Alejandro Guerra | 37' |
| 24 | MED | Sebastián Pérez  | 58' |
| 18 | DEL | Wilder Guisao    | 70' |

| 14 | MED | Augusto Solari     | 60' |
| 18 | DEL | Fernando Cavenaghi | 66' |
| 5  | MED | Matías Kranevitter | 75' |

| Anotado | 34' | Orlando Berrío | 1:0 |

| Anotado | 65' | Leonardo Pisculichi | 1:1 |

|  |  |  |

| Amonestado | 77' | Germán Pezzella   |
| Amonestado | 86' | Teófilo Gutiérrez |

| Árbitro             | Ricardo Marques Ribeiro |
| Árbitros asistentes | Emerson De Carvalho     |
| Árbitros asistentes | Marcelo Van Gasse       |
| Cuarto Árbitro      | Wilton Sampaio          |

| 30         | POR        | Franco Armani      |     |
| 12         | DEF        | Alexis Henríquez   |     |
| 3          | DEF        | Óscar Murillo      |     |
| 22         | DEF        | Daniel Bocanegra   |     |
| 19         | DEF        | Farid Díaz         |     |
| 13         | MED        | Alexander Mejía    |     |
| 20         | MED        | Alejandro Bernal   | 37' |
| 17         | MED        | Orlando Berrío     | 70' |
| 10         | MED        | Edwin Cardona      |     |
| 29         | MED        | Jonathan Copete    | 58' |
| 14         | DEL        | Luis Carlos Ruiz   |     |
| Entrenador | Entrenador | Juan Carlos Osorio |     |

| 1          | POR        | Marcelo Barovero    |     |
| 6          | DEF        | Ramiro Funes Mori   |     |
| 20         | DEF        | Germán Pezzella     |     |
| 24         | DEF        | Emanuel Mammana     | 60' |
| 21         | DEF        | Leonel Vangioni     |     |
| 8          | MED        | Carlos Sánchez      |     |
| 23         | MED        | Leonardo Ponzio     |     |
| 16         | MED        | Ariel Rojas         |     |
| 15         | MED        | Leonardo Pisculichi | 75' |
| 7          | DEL        | Rodrigo Mora        | 66' |
| 19         | DEL        | Teófilo Gutiérrez   |     |
| Entrenador | Entrenador | Marcelo Gallardo    |     |

| 26 | MED | Alejandro Guerra | 37' |
| 24 | MED | Sebastián Pérez  | 58' |
| 18 | DEL | Wilder Guisao    | 70' |

| 14 | MED | Augusto Solari     | 60' |
| 18 | DEL | Fernando Cavenaghi | 66' |
| 5  | MED | Matías Kranevitter | 75' |

| Anotado | 34' | Orlando Berrío | 1:0 |

| Anotado | 65' | Leonardo Pisculichi | 1:1 |

|  |  |  |

| Amonestado | 77' | Germán Pezzella   |
| Amonestado | 86' | Teófilo Gutiérrez |

| Árbitro             | Ricardo Marques Ribeiro |
| Árbitros asistentes | Emerson De Carvalho     |
| Árbitros asistentes | Marcelo Van Gasse       |
| Cuarto Árbitro      | Wilton Sampaio          |

| Estadísticas       | Atlético Nacional | River Plate |
| ------------------ | ----------------- | ----------- |
| Tiros              | 13                | 10          |
| Tiros al arco      | 3                 | 2           |
| Faltas             | 14                | 20          |
| Tiros de esquina   | 7                 | 2           |
| Posesión del balón | 53%               | 47%         |
| Penales            | 0                 | 0           |
| Fueras de juego    | 1                 | 3           |

#### Vuelta
| 10 de diciembre de 2014, 21:15 (UTC-3) | River Plate                | 2:0 (0:0) | Atlético Nacional | Estadio Monumental, Buenos Aires                          |                                                           |
|                                        | Mercado 54' · Pezzella 58' | Reporte   |                   | Asistencia: 75 000 espectadores Árbitro(s): Darío Ubríaco | Asistencia: 75 000 espectadores Árbitro(s): Darío Ubríaco |

| 1          | POR        | Marcelo Barovero    |     |
| 25         | DEF        | Gabriel Mercado     |     |
| 20         | DEF        | Germán Pezzella     |     |
| 6          | DEF        | Ramiro Funes Mori   |     |
| 21         | DEF        | Leonel Vangioni     |     |
| 8          | MED        | Carlos Sánchez      |     |
| 23         | MED        | Leonardo Ponzio     | 81' |
| 16         | MED        | Ariel Rojas         |     |
| 15         | MED        | Leonardo Pisculichi | 89' |
| 7          | DEL        | Rodrigo Mora        |     |
| 19         | DEL        | Teófilo Gutiérrez   | 79' |
| Entrenador | Entrenador | Marcelo Gallardo    |     |

| 30         | POR        | Franco Armani       |     |
| 5          | DEF        | Francisco Nájera    | 64' |
| 12         | DEF        | Alexis Henríquez    |     |
| 22         | DEF        | Daniel Bocanegra    |     |
| 19         | DEF        | Farid Díaz          | 65' |
| 13         | MED        | Alexander Mejía     |     |
| 20         | MED        | Alejandro Bernal    |     |
| 6          | MED        | Juan David Valencia |     |
| 10         | MED        | Edwin Cardona       |     |
| 28         | MED        | Orlando Berrío      | 72' |
| 14         | DEL        | Luis Carlos Ruiz    |     |
| Entrenador | Entrenador | Juan Carlos Osorio  |     |

| 18 | DEL | Fernando Cavenaghi | 79' |
| 5  | MED | Matías Kranevitter | 81' |
| 22 | DEL | Sebastián Driussi  | 89' |

| 3  | DEF | Óscar Murillo    | 64' |
| 18 | MED | Wilder Guisao    | 65' |
| 7  | MED | Sherman Cárdenas | 72' |

| Anotado | 54' | Gabriel Mercado | 1:0 |
| Anotado | 58' | Germán Pezzella | 2:0 |

|  |  |  |  |

| Amonestado | 47' | Ramiro Funes Mori |  |

| Amonestado | 68' | Orlando Berrío  |
| Amonestado | 83' | Alexander Mejía |

| Árbitro             | Darío Ubríaco      |
| Árbitros asistentes | Miguel Nievas      |
| Árbitros asistentes | Mauricio Espinosa  |
| Cuarto Árbitro      | Christian Ferreyra |

| 1          | POR        | Marcelo Barovero    |     |
| 25         | DEF        | Gabriel Mercado     |     |
| 20         | DEF        | Germán Pezzella     |     |
| 6          | DEF        | Ramiro Funes Mori   |     |
| 21         | DEF        | Leonel Vangioni     |     |
| 8          | MED        | Carlos Sánchez      |     |
| 23         | MED        | Leonardo Ponzio     | 81' |
| 16         | MED        | Ariel Rojas         |     |
| 15         | MED        | Leonardo Pisculichi | 89' |
| 7          | DEL        | Rodrigo Mora        |     |
| 19         | DEL        | Teófilo Gutiérrez   | 79' |
| Entrenador | Entrenador | Marcelo Gallardo    |     |

| 30         | POR        | Franco Armani       |     |
| 5          | DEF        | Francisco Nájera    | 64' |
| 12         | DEF        | Alexis Henríquez    |     |
| 22         | DEF        | Daniel Bocanegra    |     |
| 19         | DEF        | Farid Díaz          | 65' |
| 13         | MED        | Alexander Mejía     |     |
| 20         | MED        | Alejandro Bernal    |     |
| 6          | MED        | Juan David Valencia |     |
| 10         | MED        | Edwin Cardona       |     |
| 28         | MED        | Orlando Berrío      | 72' |
| 14         | DEL        | Luis Carlos Ruiz    |     |
| Entrenador | Entrenador | Juan Carlos Osorio  |     |

| 18 | DEL | Fernando Cavenaghi | 79' |
| 5  | MED | Matías Kranevitter | 81' |
| 22 | DEL | Sebastián Driussi  | 89' |

| 3  | DEF | Óscar Murillo    | 64' |
| 18 | MED | Wilder Guisao    | 65' |
| 7  | MED | Sherman Cárdenas | 72' |

| Anotado | 54' | Gabriel Mercado | 1:0 |
| Anotado | 58' | Germán Pezzella | 2:0 |

|  |  |  |  |

| Amonestado | 47' | Ramiro Funes Mori |  |

| Amonestado | 68' | Orlando Berrío  |
| Amonestado | 83' | Alexander Mejía |

| Árbitro             | Darío Ubríaco      |
| Árbitros asistentes | Miguel Nievas      |
| Árbitros asistentes | Mauricio Espinosa  |
| Cuarto Árbitro      | Christian Ferreyra |

| Estadísticas       | River Plate | Atlético Nacional |
| ------------------ | ----------- | ----------------- |
| Tiros              | 11          | 7                 |
| Tiros al arco      | 6           | 3                 |
| Faltas             | 22          | 15                |
| Tiros de esquina   | 8           | 4                 |
| Posesión del balón | 57%         | 43%               |
| Penales            | 0           | 0                 |
| Fueras de juego    | 1           | 2                 |

|                                         |
| Bandera de Argentina                    |
| Campeón invicto River Plate 1.er título |

## Estadísticas

### Goleadores
| Jugador        | Club                      | Goles | PJ |
| -------------- | ------------------------- | ----- | -- |
| Andrés Vilches | Huachipato                | 5     | 6  |
| Miler Bolaños  | Emelec                    | 5     | 8  |
| Fabio Escobar  | Deportivo Capiatá         | 4     | 6  |
| Rodrigo Mora   | River Plate               | 4     | 8  |
| Andrés Chávez  | Boca Juniors              | 4     | 8  |
| Andy Pando     | Universidad César Vallejo | 4     | 8  |
| Óscar Romero   | Cerro Porteño             | 4     | 8  |

### Asistentes
| Jugador             | Club                      | Asistencias | PJ |
| ------------------- | ------------------------- | ----------- | -- |
| Leonardo Pisculichi | River Plate               | 6           | 9  |
| Diego Doldán        | General Díaz              | 3           | 3  |
| Antonio Pacheco     | Peñarol                   | 3           | 5  |
| Fernando Gago       | Boca Juniors              | 3           | 6  |
| Andrés Chávez       | Boca Juniors              | 3           | 8  |
| Donald Millán       | Universidad César Vallejo | 3           | 8  |
| Daniel Chávez       | Universidad César Vallejo | 3           | 8  |
| Pedro Quiñónez      | Emelec                    | 3           | 8  |
| Ángel Mena          | Emelec                    | 3           | 8  |